# إستيبان غرانيرو
إستيبان فيليكس غرانيرو مولينا (بالإسبانية: Esteban Granero)‏، من مواليد 2 يوليو 1987 في مدريد بإسبانيا، لاعب كرة قدم إسباني سابق.
بدأ مسيرته الكروية مع الفريق الثالث في ريال مدريد في عام 2004، و لعب معهم حتى عام 2006، و شارك معهم في 48 مباراة، وفي موسم 2006/2007 لعب مع ريال مدريد كاستيا، و شارك معهم في 37 مباراة، قبل أن يذهب بالموسم الذي يليه إلى نادي العاصمة الآخر خيتافي معاراً لمدة عام، وفي موسم 2008 اشتراه نادي خيتافي ولعب معه 62 مباراة ولكنه بعد تألقه أعاده ريال مدريد مع بداية موسم 2009-10 بتفعيله بند إعاده الشراء من خيتافي مقابل 4 ملايين يورو. ثم أعلن نادي ريال مدريد توصله مع نادي كوينز بارك رينجرز الإنجليزي بانتقال غرانيرو للنادي الإنجليزي بعقد يمتد أربعة مواسم بصفقة قدرت بخمسة ملايين يورو في عام 2012، وفي عام 2013 أُعير إلى نادي ريال سوسيداد لمدة موسم واحد وفي العام الذي يليه اشتراه نادي ريال سوسيداد. في 5 يوليو 2021، أعلن غرانيرو اعتزاله كرة القدم عبر تغريدة في تويتر.

## روابط خارجية
- إستيبان غرانيرو على موقع الاتحاد الدولي (مؤرشف)  (الإنجليزية)
- إستيبان غرانيرو على موقع الاتحاد الأوربي (الإنجليزية)
- إستيبان غرانيرو على موقع قاعدة بيانات كرة القدم.إي يو (الإنجليزية)
- إستيبان غرانيرو على موقع Soccerbase.com (لاعب) (الإنجليزية)
- إستيبان غرانيرو على موقع Soccerway.com (الإنجليزية)
- إستيبان غرانيرو على موقع عالم كرة القدم.نت (الإنجليزية)
- إستيبان غرانيرو على موقع كووورة
- إستيبان غرانيرو على موقع AS.com (الإسبانية)